# Grain blanc
 (juin 2018).

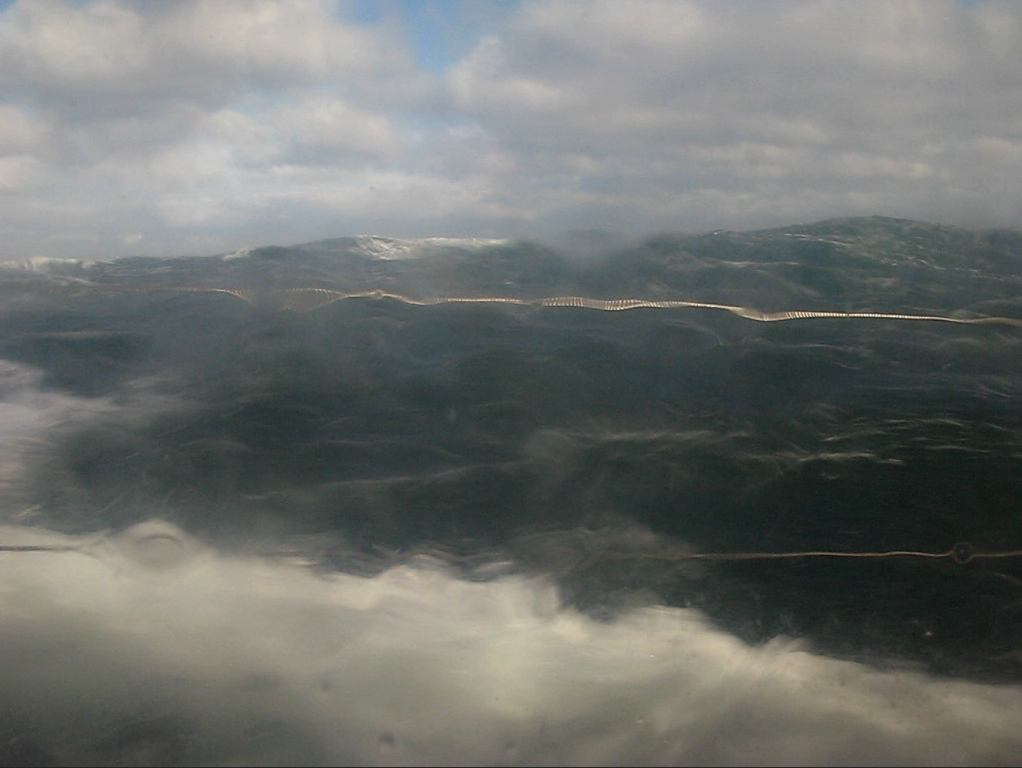
Un grain blanc le 25 octobre 2009 dans le détroit de Magellan.

Un grain blanc est un phénomène météorologique soudain et très violent. Il s'agit d'un grain particulier, qui n'apporte pas de précipitations ni même parfois de nuages. On parle de « grain blanc » en référence au fait que le ciel qui l'accompagne est parfaitement clair, et que de ce fait, il ne peut être signalé à l'horizon que par un nuage blanc en ascension rapide, ou par l'écume blanchâtre qu'il génère au sommet des vagues.
C'est un grain très brusque, qui éclate sans aucun signe annonciateur, et se révèle d'une violence inouïe. Son apparition serait corrélée à la formation d'une rafale descendante extrêmement violente, dont les vents peuvent parfois être supérieurs à 300 km/h. 

## Théorie

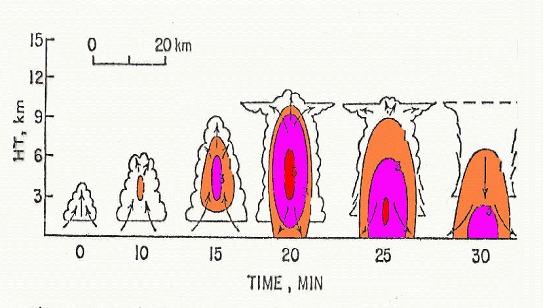
Cycle de vie d'un orage.

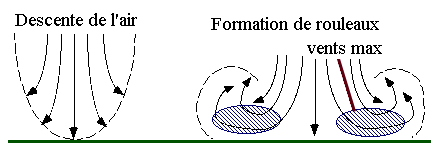
Schéma du mouvement descendant d'air sous l'orage.

L'air dans un environnement orageux est chaud et humide en bas, mais sec et froid en altitude. Lorsqu'une parcelle d'air devient plus chaude que cet environnement à un niveau donné, elle est poussée vers le haut. La condensation forme un cumulus bourgeonnant ou cumulonimbus dans lequel des précipitations se développent. 
Finalement le cœur de pluie devient trop pesant pour être soutenu par le courant ascendant qui crée le nuage. Il se met alors à descendre. On voit sur l'image le cycle de vie d'un orage, les flèches indiquant la direction du mouvement de l'air. Dans un orage ordinaire, cela donne un front de rafales plus ou moins fortes. Cependant, dans un orage où les précipitations sont très intenses et l'instabilité (énergie potentielle de convection disponible) importante, la rafale descendante devient extrême. Il s'agit d'un effondrement soudain des couches supérieures de l'atmosphère, une véritable avalanche d'air qui entraîne de violentes turbulences atmosphériques, de la force d'un puissant ouragan, et qui dure de quelques secondes à plusieurs dizaines de minutes. 
Si la rafale descendante se produit dans un environnement très sec dans les bas niveaux (sous l'orage), les précipitations descendantes s'évaporent avant d'atteindre le sol. La masse d'air qui contenait ces précipitations est alors plus froide que l'environnement, par perte de chaleur due à l'évaporation, ce qui l'accélère vers le bas. Il y a donc rafale sans pluie et c'est ce qu'on appelle un grain blanc.
Ce type de grain est très brusque, éclate sans aucun signe annonciateur, et peut être d'une violence inouïe. On les classe en macro-rafales (plus de 2,5 km) ou micro-rafales (moins de 2,5 km) selon la largeur du corridor de dommages.

## Le naufrage de l’Albatrossde 1961
Ridley Scott a réalisé en 1996 le film Lame de fond (White Squall), qui relate la tragédie qui a frappé le voilier Albatross, en 1961. 
Ce solide navire sombra brusquement au large de la Floride, emportant avec lui 6 des 19 membres de l'équipage. D'après le témoignage des rescapés, le navire aurait été pris dans une tempête d'une formidable violence. Pourtant, le temps dans la région était au beau fixe et aucun avis de tempête n'avait été signalé. Navigateur expérimenté, Christopher Sheldon, capitaine de l'Albatross avait déjà essuyé de nombreuses tempêtes au cours de sa longue carrière de marin. Pourtant, la tragédie qui s'est produite reste pour lui un véritable mystère.

### Le témoignage d'un des marins
Un ancien membre de l'équipage, Chuck Gieg, a raconté qu'au cours de leur voyage, ils avaient subi bon nombre de tempêtes assez violentes, et qu'à chaque fois il y avait eu des signes avant-coureurs laissant le temps de s'y préparer. Cette fois-là, personne n'avait rien vu venir. D'après son journal, le 2 mai au matin vers 8 h 30, un violent coup de vent s'abattit sur l'Albatross qui naviguait vers la Floride ; frappé par une rafale d'une violence inouïe, le bateau sombra sans que l'équipage n'ait eu le temps de réagir. Le plus étrange d'après lui, c'était que juste après le naufrage, la mer était redevenue parfaitement calme et lisse.